# Jean-Roger Lappé-Lappé
Jean-Roger Lappé-Lappé, né le 30 octobre 1981, est un footballeur camerounais. Il évolue au poste d'attaquant au Hantharwady United Football Club dans le championnat de Birmanie depuis juin 2010.

## Carrière
À l'instar de nombreux footballeurs africains, Jean-Roger Lappé-Lappé a construit l'essentiel de sa carrière dans les championnats asiatiques, et plus spécialement en Asie du Sud-Est. Il arrive au Cambodge en 2008, dans le club nouvellement crée du Phouchung Neak, club affilié à la marine cambodgienne. Bien que le club achèvera le championnat sur une relégation, les performances individuelles du joueur sont remarquées, et il s'engage la saison suivante avec le champion en titre, le Phnom Penh Crown. Il aide le club à remporter la coupe du Cambodge en début de saison, mais le quitte au milieu du championnat, invoquant des raisons financières.
Jean-Roger Lappé-Lappé signe alors pour le compte de Samut Songkhram dans le championnat thaïlandais où il achève la saison 2009. En 2010, il part pour la capitale Bangkok et arrive au  TOT FC où il ne restera que deux mois. En effet, en juin 2010, Lappé-Lappé s'engage avec le club d'Hantharwady United. Sa première saison au club est une réussite. Bien que le club ne termine que sixième du championnat, le joueur termine meilleur buteur (20 buts inscrits en autant de matchs).

## Palmarès
- Coupe du Cambodge
  - Vainqueur : 2009
- Coupe de Birmanie
  - Vainqueur : 2010
- Championnat de Birmanie
  - Meilleur buteur : 2010